# Cynolebias perforatus
Cynolebias perforatus es un pez de la familia de los rivulinos en el orden de los ciprinodontiformes.

## Morfología
Los machos pueden alcanzar los 12 cm de longitud total y las hembras los 9,04 cm.

## Distribución geográfica
Se encuentran en Sudamérica.